# Dänischunterricht

Die dänische Flagge

Dänisch ist an den allgemeinbildenden Schulen in Schleswig-Holstein als eigenständiges Schulfach verankert.

## Dänisch an staatlichen Schulen in Schleswig-Holstein
An einigen öffentlichen Schulen im nördlichen Schleswig-Holstein wurde bereits wenige Jahre nach dem Ende des Zweiten Weltkriegs Dänischunterricht erteilt. Allerdings gab es keinen Lehrstuhl für das Fach. Er wurde erst 1973 an der heutigen Universität Flensburg und 1974 an der Christian-Albrechts-Universität in Kiel eingerichtet, dadurch stieg die Anzahl des Dänischangebots an den Schulen bis auf den heutigen Stand.
Das Fach Dänisch wird heute in Schleswig-Holstein als Fremdsprache an einigen allgemeinbildenden Schulen unterrichtet. Insbesondere im Landesteil Schleswig ist das Fach im Fächerkanon zu finden. Im Schuljahr 2002/03 lernten insgesamt 3.600 Schüler Dänisch an den öffentlichen deutschen Schulen.
An den Gymnasien wird Dänisch in der Regel als zweite oder dritte Fremdsprache ab Klassenstufe 9 bzw. 11 angeboten. Zurzeit wird das Fach an sieben Gymnasien und zwei Gesamtschulen mit gymnasialer Oberstufe angeboten.
An den Fachgymnasien in Niebüll, Flensburg, Schleswig und Husum können Schüler das Fach als zweite Fremdsprache wählen. Sie können entweder die Sprache in der Oberstufe neu beginnen oder in Kursen für Fortgeschrittene auf dem Wissen, das in der Realschule erlangt wurde, aufbauen.
An den Realschulen wird Dänisch für die Klassenstufen 7 und 8 als Wahlfach angeboten (3 Wochenstunden). In der Regel können die Schüler zwischen dem Fach Dänisch und dem Fach Französisch wählen. In den Klassenstufen 9 und 10 wird das Fach als Wahlpflichtkurs angeboten (4 Wochenstunden). Der Grundkurs in den Klassenstufen 7 und 8 enthält ein in sich abgeschlossenes Minimalangebot zum Erwerb elementarer Sprachfertigkeiten. Dem Wahlpflichtkurs bleiben Wiederholungen, Erweiterung, Vertiefung und Systematisierung vorbehalten. Zurzeit wird das Fach an 35 Realschulen angeboten.
An den Hauptschulen wird das Fach als zweite Fremdsprache oder Arbeitsgemeinschaft angeboten. Zurzeit wird das Fach an zwei Hauptschulen und sieben Grund- und Hauptschulen angeboten.

## Dänische Schulen in Schleswig-Holstein
Siehe auch: Liste der dänischen Schulen in Schleswig-Holstein
Die Dänische Minderheit unterhält durch den dänischen Schulverein für Südschleswig seit 1920 Schulen. Heute gibt es knapp 50 Schulen, an denen Dänisch Unterrichtssprache ist. Dazu gehören zwei Gymnasien in Flensburg (Duborg-Skolen) und Schleswig (A. P. Møller-Skolen). Die dänischen Schulen werden von etwa 5.800 Schülern besucht. An den Schulen sind derzeit etwa 540 Lehrer beschäftigt, die etwa 5.650 Schüler unterrichten. Es handelt sich um eine besondere Form von Privatschulen, die eine öffentliche Aufgabe (Vermittlung von dänischer Sprache und Kultur) ausführt.
Die Fächer Deutsch und Dänisch werden an den Schulen auf Muttersprachenniveau gelehrt. Die restlichen Fächer werden mit Ausnahme der Sprachen alle auf Dänisch unterrichtet. Die Schulabschlüsse sind sowohl in Dänemark als auch in Deutschland anerkannt.
Die Betriebskosten des Schulvereins werden zu 50 % vom dänischen Staat, 43 % vom deutschen Staat, 3 % von den Kreisen und Kommunen und zu 4 % durch Eigenfinanzierung gedeckt.